# Pasjakovke
Pasjakovke (Krkavine; Rhamnaceae), biljna porodica u redu ružolike kojoj pripada između 53 i 62 roda s vrsta između 830–tak  pa do preko 1.100. U Hrvatskoj su prisutna četiri roda, 1)Rhamnus (krkavina, pasdrijen, pasjakovina); 2) drača ili Paliurus; 3) krkavinka, krušina ili Frangula; i 4) žižula (čičimak) ili Ziziphus.
Pasjakovine su grmlje i drveće koja rastu u toplim krajevima i prisutne su na svim kontinentima, pa ih na arktičkim područjima Azije i Sjeverne Amerike nema. Uz već spomenute porodici od poznatijih rodova pripadaju i bombon drvo ili japanski mahagonij, filica ili ‘kapska mirta’, sagerecija, čičimak, kolecija (Colletia) i berhemija.

## Rodovi
1. Adolphia Meisn.
2. Alphitonia Reissek ex Endl.
3. Alvimiantha Grey-Wilson
4. Ampelozizyphus Ducke
5. Araracuara Fern. Alonso
6. Atadinus Raf.
7. Auerodendron Urb.
8. Bathiorhamnus Capuron
9. Berchemia Neck. ex DC.
10. Berchemiella Nakai
11. Blackallia C. A.Gardner
12. Ceanothus L.
13. Colletia Comm. ex Juss.
14. Colubrina Rich. ex Brongn.
15. Condalia Cav.
16. Crumenaria Mart.
17. Cryptandra Sm.
18. Discaria Hook.
19. Doerpfeldia Urb.
20. Emmenosperma F. Muell.
21. Endotropis Raf.
22. Frangula Mill.
23. Gouania Jacq.
24. Granitites Rye
25. Helinus E. Mey. ex Endl.
26. Hovenia Thunb.
27. Jaffrea H. C.Hopkins & Pillon
28. Johnstonalia Tortosa
29. Karwinskia Zucc.
30. Kentrothamnus Suess. & Overkott
31. Krugiodendron Urb.
32. Lasiodiscus Hook.f.
33. Maesopsis Engl.
34. Nesiota Hook.f.
35. Noltea Rchb.
36. Ochetophila Poepp. ex Endl.
37. Oreorhamnus Ridl.
38. Paliurus Mill.
39. Papistylus Kellermann, Rye & K. R.Thiele
40. Phylica L.
41. Polianthion K. R.Thiele
42. Pomaderris Labill.
43. Reissekia Endl.
44. Retanilla (DC.) Brongn.
45. Reynosia Griseb.
46. Rhamnella Miq.
47. Rhamnidium Reissek
48. Rhamnus L.
49. Sageretia Brongn.
50. Sarcomphalus P. Browne
51. Schistocarpaea F. Muell.
52. Scutia (Comm. ex DC.) Brongn.
53. Serichonus K. R.Thiele
54. Siegfriedia C. A.Gardner
55. Smythea Seem.
56. Spyridium Fenzl
57. Stenanthemum Reissek
58. Trevoa Miers ex Hook.
59. Trichocephalus Brongn.
60. Trymalium Fenzl
61. Ventilago Gaertn.
62. Ziziphus Mill.

## Vanjske poveznice
|  | Zajednički poslužitelj ima još gradiva o temi Rhamnaceae |
|  | Wikivrste imaju podatke o taksonu Rhamnaceae             |